# Oye Como Va
"Oye Como Va" là ca khúc do nghệ sĩ Latin jazz và mambo Tito Puente sáng tác vào năm 1962. Bản hát lại của ban nhạc rock Santana đã đưa ca khúc này trở nên nổi tiếng với vị trí số 13 tại Billboard Hot 100, số 11 tại Billboard Easy Listening và số 32 tại Hot R&B/Hip-Hop Songs.
Nhan đề ca khúc được lấy từ câu hát chủ đề "Oye Como Va", có nghĩa là "Có khỏe không?", tuy nhiên khi đứng cùng cả câu hát "Oye como va, ma ritmo" thì lại có nghĩa "Giai điệu của tôi có hay không?".
Ca khúc được sáng tác theo nhịp cha-cha-cha với nhiều nét tương đồng với "Chanchullo" của Israel "Cachao" López. Tạp chí Latin Beat từng viết vào năm 1967: "Ca khúc kinh điển "Rareza de Melitón" (sau này đổi tên thành "Chanchullo") do Cachao sáng tác vào năm 1937 đã là nguồn cảm hứng cho Tito Puente viết nên 'Oye Como Va'." Ấn bản gốc do ca sĩ Santitos Colon trong ban nhạc của Puente thời điểm đó trình bày. Cachao cũng chơi violoncelle trong một số lần trình diễn trực tiếp của "Oye Como Va".
Ca khúc này từng được trình diễn bởi rất nhiều ca sĩ theo nhiều thể loại khác nhau. Tạp chí NPR cũng từng đưa ca khúc này vào danh sách "NPR 100: Những sáng tác âm nhạc quan trọng nhất của Châu Mỹ thế ký 20".

## Ấn bản của Santana
Ấn bản của Santana là "phiên bản phiêu hơn, bốc hơn" theo phong cách Latin rock với phần hòa âm của guitar điện, organ Hammond B-3, trống dàn cùng phần kèn từ ấn bản của Puente. Đoạn chơi guitar điện đã thay thế hoàn toàn phần thổi piccolo của Puente, hòa âm với phần chơi organ bởi Gregg Rolie thông qua bộ chuyển âm Leslie. Ca khúc sử dụng nhiều phần solo guitar và organ mang hơi hướng của rock và blues song vẫn giữ nguyên nhiều giai điệu từ ấn bản gốc. Ca khúc sau này đã được đưa vào Đại sảnh Danh vọng của Giải Grammy Latin vào năm 2004.
Trong phần mở đầu của "Oye Como Va" từ album Mambo Birdland (1999), Tito Puente bình luận: "Mọi người nên nghe Santana. Santana! Santana tuyệt vời! Anh ấy đã đưa âm nhạc Latin rock của chúng ta ra khắp thế giới. Tôi thật sự cảm kích khi anh ấy thu âm và đề tên tôi là người sáng tác ca khúc đó. Và kể từ đó, những gì chúng ta chơi... đó chính là... âm nhạc của Santana!" Ấn bản của ca khúc trong "Oye Como Va" là phiên bản phỏng theo cách chơi của Santana.

### Xếp hạng
| Bảng xếp hạng (1970)   | Vị trí cao nhất |
| ---------------------- | --------------- |
| Canadian Singles Chart | 7               |
| Mexican Singles Chart  | 9               |
| Billboard 100 (US)     | 13              |